# Headon Hill
Headon Hill, eigentlich Francis Edward Grainger, (* 1857 in Lowestoft, Großbritannien; † 1924) war ein englischer Journalist und Schriftsteller.
Grainger schrieb als freier Journalist für verschiedene Zeitschriften und Zeitungen. Für seine eigenen literarischen Werke, meist Kriminalromane, benutzte er das Pseudonym Headon Hill; evtl. kann man diesen „nom de plume“ mit einer geologischen Formation auf der Isle of Wight (Alum Bay) assoziieren.

## Werke (Auswahl)
Sebastian Zambra Zyklus
- Clues from a detective's camera. 1893.
- Zambra, the detective. 1894.
- The divinations of Kala Persad and other stories. 1895.

Romane
- The avengers. Ward Lock, London 1906.
- Das Geheimnis des Felsenpfads. Kriminalroman („The cliff path mystery“). Eden-Verlag, Berlin 1928.
- Das Gold des Maharadschas. Kriminalroman („A traitor's wooing“). Enßlin & Laiblin, Reutlingen 1927 (Enßlins interessante Bücherei; 46).
- Guilty gold. A romance of financial fraud and city crime. Pearson Books, London 1896.
- Ihre Schuld. Kriminalroman,  Marburger Zeitung 1912
- The queen of night. Ward Lock, London 1896; dt. Die "Königin der Nacht", 1913
- Das Rätsel um M. M. 21 („The Mammoth Mansion“). Universitas-Verlag, Berlin 1930.
- Um Haares Breite („By a hair's breadth“). Engelhorn Verlag, Stuttgart 1898.
- Wird man mich fassen?. Glöckner-Verlag, Berlin 1929 (Glöckner-Bücher; 44).